# ۲۸ ژوئیه
۲۸ ژوئیه دویست و نهمین (در سال‌های کبیسه دویست و دهمین) روز سال گاه‌شماری میلادی است. ۱۵۶ روز تا پایان سال باقی‌است.

## رویدادها
- ۱۹۱۴ - آغاز جنگ جهانی اول
- ۱۹۴۲ - جنگ جهانی دوم: صدور فرمان شماره ۲۲۷ توسط ژوزف استالین
- ۱۹۷۶ - در اثر زمین‌لرزه‌ای به بزرگی ۷٫۶ ریشتر در تانگشان چین بیش از ۲۴۰ هزار نفر کشته شدند.

## زادروزها
- ۱۹۲۵ - خوان آلبرتو اسکیافینو، بازیکن فوتبال اروگوئه ای-ایتالیایی و بهترین بازیکن جام جهانی فوتبال ۱۹۵۰

## درگذشت‌ها
- ۱۷۴۱ - آنتونیو ویوالدی، نوازنده ویولون و آهنگساز موسیقی دوره باروک اهل ونیز
- ۱۷۵۰ - یوهان سباستیان باخ، آهنگساز آلمانی
- ۱۷۸۹ - سلیم سوم، سلطان امپراتوری عثمانی
- ۲۰۰۴ - فرانسیس کریک، زیست‌فیزیک‌دان انگلیسی و یکی از کاشفان ساختار دی‌ان‌ای و برنده جایزه نوبل فیزیولوژی و پزشکی

## مناسبت‌ها
- روز جهانی بیماری هپاتیت